# Vera&John
Vera&John — to internetowe kasyno z siedzibą na Malcie. Kasyno Vera&John jest obsługiwane przez spółkę Dumarca Gaming Ltd, której spółka matka Dumarca Holdings PLC została zakupiona przez Intertain Group Ltd w 2015 roku Spółka Intertain Group Ltd jest notowana na giełdzie w Toronto. Kasyno Vera&John jest licencjonowane i regulowane przez organy kontrolne, takie jak Malta Gaming Authority i UK Gambling Commision. Vera&John zostało założone przez Jörgena Nordlunda, wcześniej znanego jako założyciel kasyna Maria Bingo, które w 2007 roku zostało kupione przez firmę Unibet za 54 mln funtów brytyjskich.

## Krótka historia
- 2010  — kasyno Vera&John zostaje uruchomione, a jej główne zainteresowanie skierowane jest na skandynawski rynek gier z grami dostawców, takich jak BetSoft, Microgaming i NYX Gaming.
- 2011  — do gier oferowanych w kasynie Vera&John zostały dodane gry dostawcy Net Entertainment.
- 2013  — w kasynie Vera&John pojawiają się gry z firmy Yggdrasil Gaming[5].
- 2014  — kasyno Vera&John postanawia być pierwszym regulowanym kasynem akceptującym walutę Bitcoin ako opcję płatności, jednak po 3 miesiącach później zawiesza usługę płatności tą walutą[6][7].
- 2015  — kasyno Vera&John zostaje kupione przez spółkę Intertain Group Ltd za 89 mln i 100 tys. euro[8].